# 金相佑
金 相佑（キム・サンウ、朝鮮語: 김상우、英語: Kim Sang-Woo、1975年8月4日 - ）は韓国出身のサッカー審判員である。

## 概要
朝鮮語、英語を話す事が出来る。FIFAの国際審判員には2008年に登録され、ワールドカップアジア予選やAFCカップなどで主審を務めている。

## 担当した主な国際大会
- 2014 FIFAワールドカップ・アジア予選
  - 1次予選： フィリピン vs  スリランカ
  - 2次予選： モルディブ vs  イラン
- AFCカップ2011
  - グループC：アル・ジャイシュ vs ドホークSC
- AFCカップ2012
  - グループA：アル・ファイサリ vs アル・イテハド・アレッポ
  - グループB：イースト・ベンガル vs カーズマ
  - グループH：ケランタンFA vs アレマ・インドネシア
- AFCチャンピオンズリーグ2013
  - グループA：アル・シャバブ・リヤド vs アル・ジャジーラ・クラブ
- AFCカップ2013
  - グループG：SHBダナン vs ケランタンFA
  - グループH：セランゴールFA vs タンピネス・ローバース
  - 準々決勝：チョンブリーFC vs アル・ショルタ
- 2010 AFFスズキカップ
  - 準々決勝： ベトナム vs  マレーシア
- キリンチャレンジカップ
  - 2009  日本 vs  スコットランド[1]
  - 2013  日本 vs  ブルガリア[2]